# Politserie
Eine Politserie, auch Polit-Serie oder Politische Fernsehserie, ist eine in Episoden und Staffeln unterteilte, fiktionale und audiovisuelle Erzählung (Fernsehserie), die im engeren Sinne politische Zusammenhänge thematisiert, also Geschehnisse im Zusammenhang mit Regierungen, Parlamenten, Präsidenten, Parteien, Journalisten, Geheimdiensten und Spionage; oder im weiteren Sinne Macht, Herrschaft und Kämpfe um Anerkennung behandelt.
Bei Politserien handelt es sich primär um Unterhaltungsformate, sie sind nicht der Faktizität verpflichtet. Sie bieten den Zuschauern einen Blick hinter die Kulissen des politischen Betriebs und thematisieren etwa Geheimabsprachen oder Intrigen. Studienergebnissen zufolge haben Politserien Einfluss auf politische Einstellungen und politisches Verhalten ihrer Zuschauer.
Politserien bilden ein Genre, welches sich ab Beginn der 2000er Jahre vor allem in den Vereinigten Staaten etablierte. Eine maßgebliche Bedeutung bei dieser Entwicklung wird der ab 1999 erstausgestrahlten Serie The West Wing – Im Zentrum der Macht zugeschrieben, die auf den US-Präsidenten im Weißen Haus zentriert ist. Weitere Beispiele für US-Politserien sind House of Cards, Scandal und Madam Secretary, aber auch 24 und Homeland. Den US-Serien wird zugeschrieben, Politserien in anderen Ländern inspiriert zu haben, darunter Kanzleramt (Deutschland, 2005) oder Borgen – Gefährliche Seilschaften (Dänemark, ab 2010).